# Anchusa arvensis
Anchusa arvensis es una especie fanerógama perteneciente a la familia de las boragináceas.

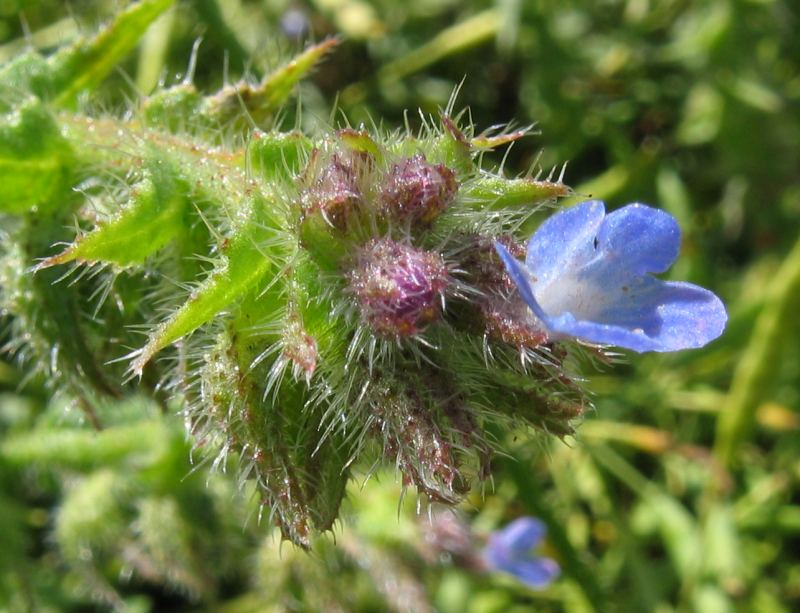
Detalle de la planta

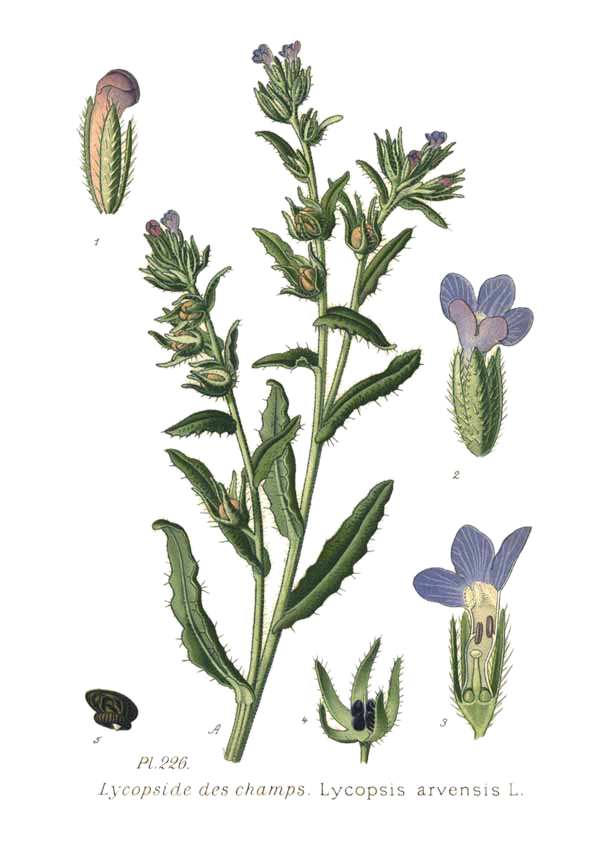
Ilustración

## Descripción
Anchusa arvensis  planta anual de pelo áspero y tallos ascendentes de hasta 60 cm. Hojas lineales a ampliamente lanceoladas, de margen ondulado, dentado; hojas superiores abrazadoras. Flores azules, raramente blancas, 4-6 mm de diámetro, con amplios lóbulos desiguales, romos, en una inflorescencia ahorquillada. Tubo corolino curvado; cáliz con lóbulos lineal lanceolados. Núculas con protuberancias espaciadas. Florece en primavera y verano. 

## Hábitat
Habita en prados de montaña, lugares arenosos y campos de labranza.

## Distribución
Por toda Europa.

## Taxonomía
Anchusa arvensis fue descrita por (L.) M.Bieb.  y publicado en Flora Taurico-Caucasica 1: 123. 1808.
Etimología
Anchusa: nombre genérico del latín anchusa para una planta utilizada como cosmético o como emoliente para calmar y suavizar la piel.
arvensis: epíteto latino que significa "cultivada en los campos".
Sinonimia
- Anchusa arvensis subsp. occidentalis (Kusn.) Nordh.[4]

## Nombre común
- Castellano: buglosa, lengua de buey, lengua de culebra, lengua de vaca, lenguas, lenguas de pavo, licópside, melera, miel de avispas.[5]